# Грегуар-Лейк 176
Грегуар-Лейк 176 (англ. Gregoire Lake 176) — індіанська резервація в Канаді, у провінції Альберта, у межах спеціалізованого муніципалітету Вуд-Баффало.

## Населення
За даними перепису 2016 року, індіанська резервація нараховувала 191 особу, показавши скорочення на 30,3%, порівняно з 2011-м роком. Середня густина населення становила 8,6 осіб/км².
З офіційних мов обидвома одночасно не володів жоден з жителів, тільки англійською — 190. Усього 15 осіб вважали рідною мовою не одну з офіційних, з них 10 — одну з корінних мов.
Працездатне населення становило 50% усього населення, рівень безробіття — 21,4%.

## Клімат
Середня річна температура становить 0,4°C, середня максимальна – 19,8°C, а середня мінімальна – -24°C. Середня річна кількість опадів – 477 мм.
| Клімат поселення                              | Клімат поселення | Клімат поселення | Клімат поселення | Клімат поселення | Клімат поселення | Клімат поселення | Клімат поселення | Клімат поселення | Клімат поселення | Клімат поселення | Клімат поселення | Клімат поселення | Клімат поселення |
| Показник                                      | Січ.             | Лют.             | Бер.             | Квіт.            | Трав.            | Черв.            | Лип.             | Серп.            | Вер.             | Жовт.            | Лист.            | Груд.            |                  |
| Середній максимум, °C                         | −11,47           | −7,03            | −1,14            | 8,38             | 15,03            | 19,71            | 19,82            | 18,62            | 12,86            | 6,67             | −3,79            | −11,25           |                  |
| Середня температура, °C                       | −17,71           | −13,27           | −7,41            | 2,13             | 8,78             | 13,45            | 15,82            | 14,63            | 8,86             | 2,69             | −7,78            | −15,24           |                  |
| Середній мінімум, °C                          | −23,97           | −19,53           | −13,64           | −4,13            | 2,53             | 7,21             | 11,82            | 10,62            | 4,85             | −1,32            | −11,79           | −19,24           |                  |
| Норма опадів, мм                              | 20               | 16               | 17               | 21               | 43               | 78               | 88               | 71               | 51               | 29               | 22               | 21               |                  |
| Середньомісячна швидкість вітру, м/с          | 2.74             | 2.87             | 3.20             | 3.42             | 3.46             | 3.16             | 3.00             | 2.92             | 3.14             | 3.32             | 3.05             | 2.86             |                  |
| Середньомісячна сонячна радіація, кДж/м²·день | 2730             | 6154             | 11716            | 17309            | 20641            | 21988            | 21254            | 17206            | 11170            | 6154             | 2962             | 1863             |                  |
| --------------------------------------------- | ---------------- | ---------------- | ---------------- | ---------------- | ---------------- | ---------------- | ---------------- | ---------------- | ---------------- | ---------------- | ---------------- | ---------------- | ---------------- |
| Джерело:                                      |                  |                  |                  |                  |                  |                  |                  |                  |                  |                  |                  |                  |                  |